# Alen Markaryan
Pour les articles homonymes, voir Markarian.
Alen Markaryan, est un Turc d'origine arménienne né le 26 mai 1966 à Istanbul. Il exerce le métier de journaliste sportif sur la chaîne turque BJK TV et dans le journal sportif turc Fotomaç, et est également le président du groupe de supporter Carsi du club du Besiktas Istanbul.
Un chant lui a été dédié par ses propres supporters : 
Amigomusun, Kebabçimisin,
Yoksa reklam Yildizimisin,
Anlayamadik sen ne ayaksin,
Alen abi sen manyakmisin.